# フォルクスワーゲン・キャディ
キャディ（CADDY）は、ドイツの自動車会社、フォルクスワーゲン・コマーシャル・ビークルにより製造・販売されている小型ライトバン、及び小型トールワゴンである。以前は小型ピックアップ、小型フルゴネットバンとして製造・販売されていたものの、2K型から現在のボディタイプへと至る。

## 初代 14D型（1980年 - 1995年）
初代ゴルフをピックアップトラックに仕立てたもの。 北米へはラビット・ピックアップとして輸出された。ラビットは北米でのゴルフの名称。

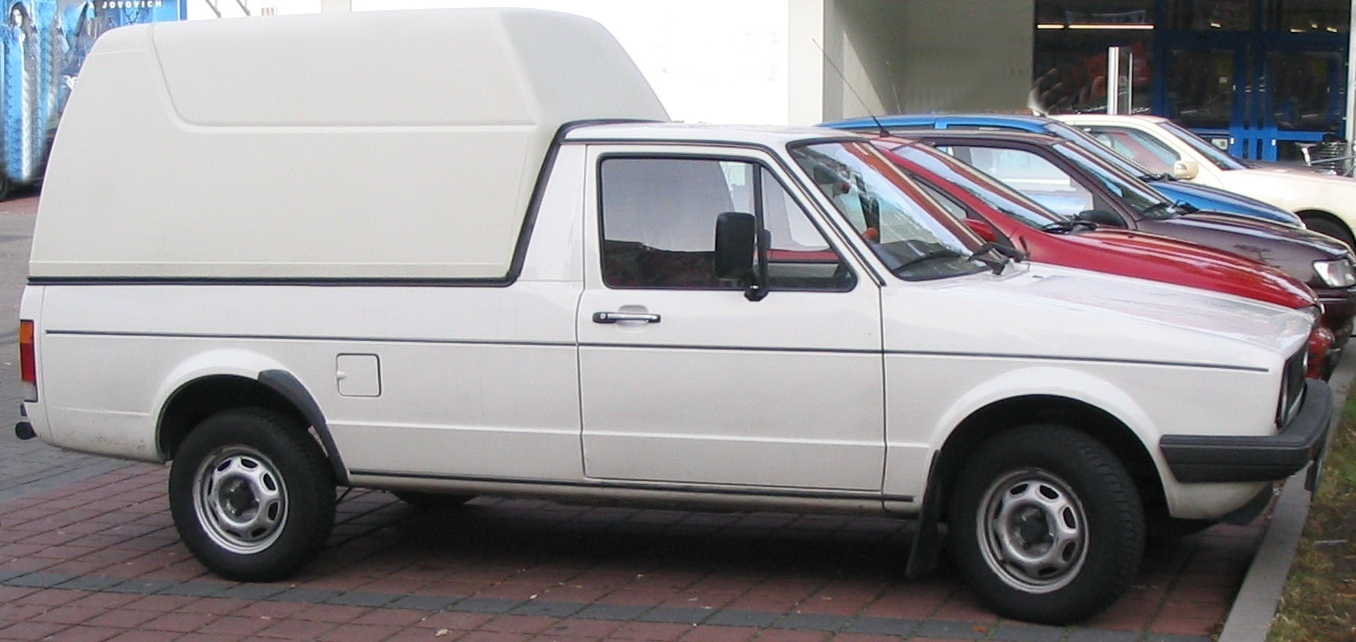
トラックキャンパーを搭載したキャディ
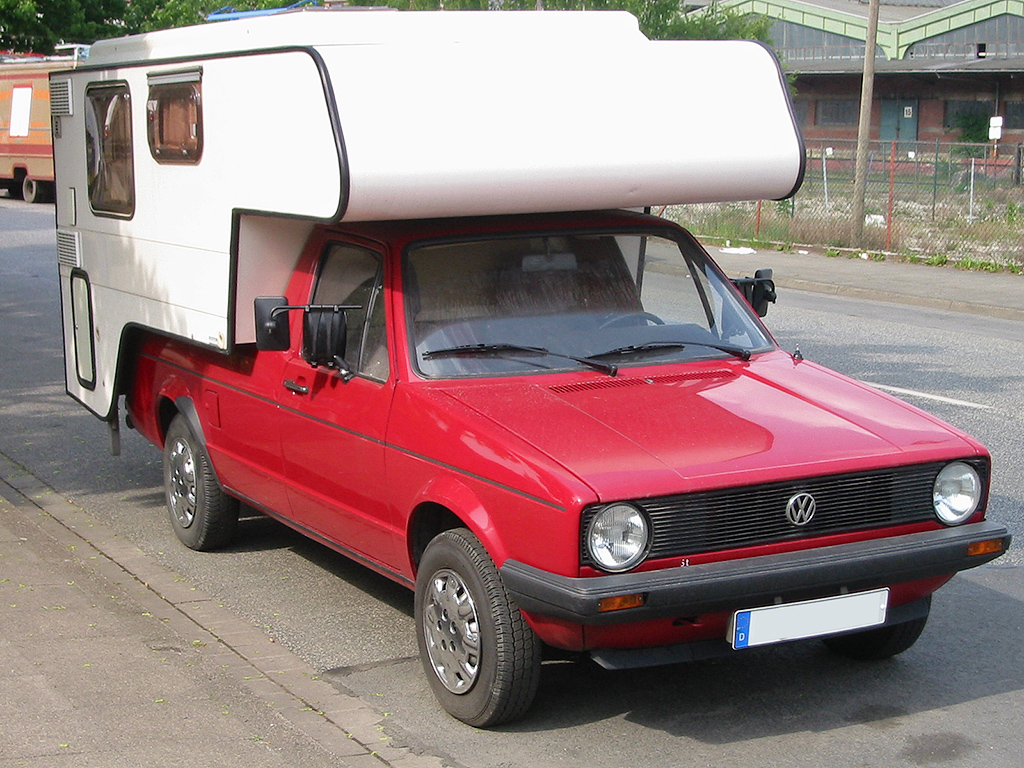
トラックキャンパーを搭載したキャディ
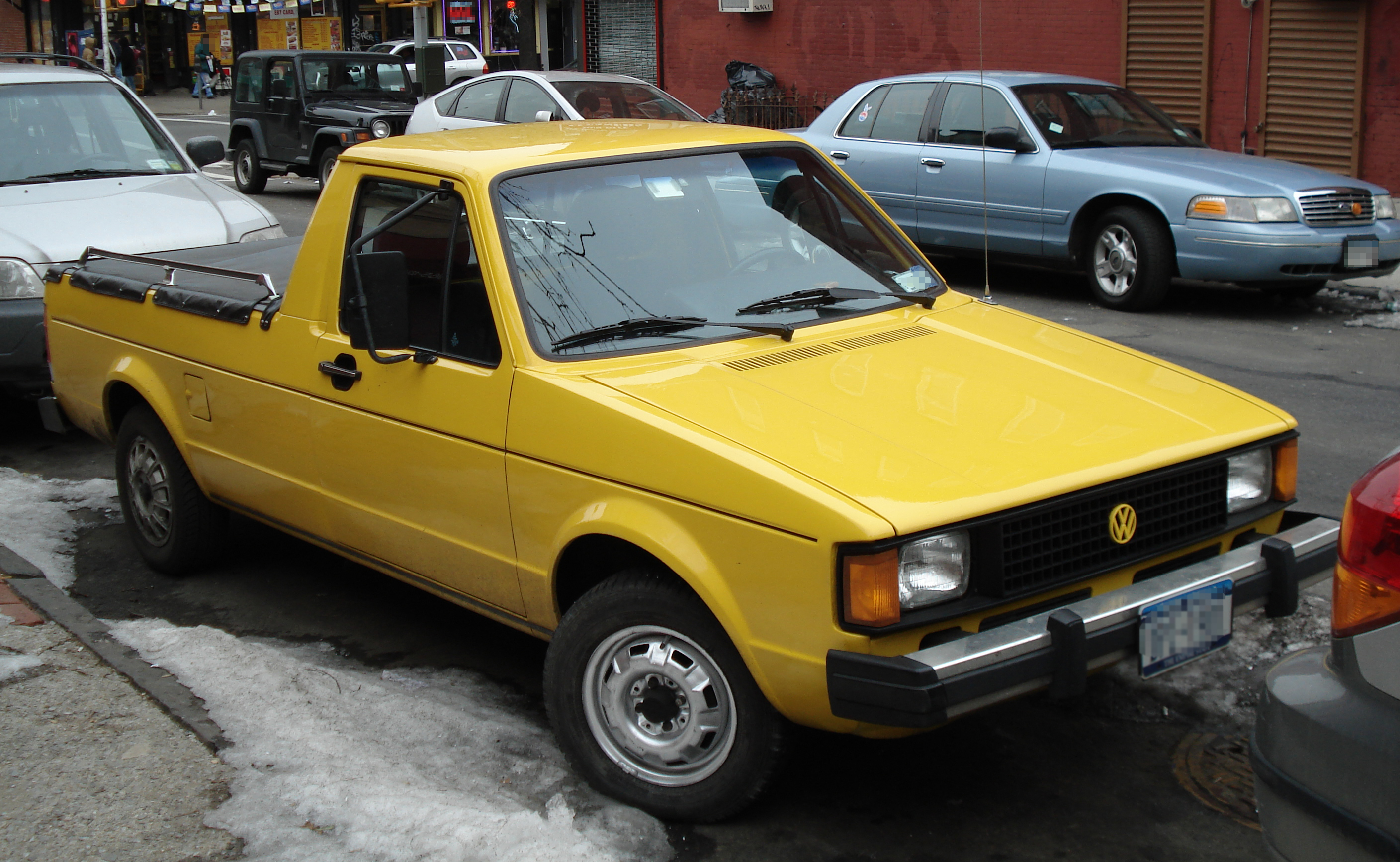
ラビットピックアップ 北米仕様
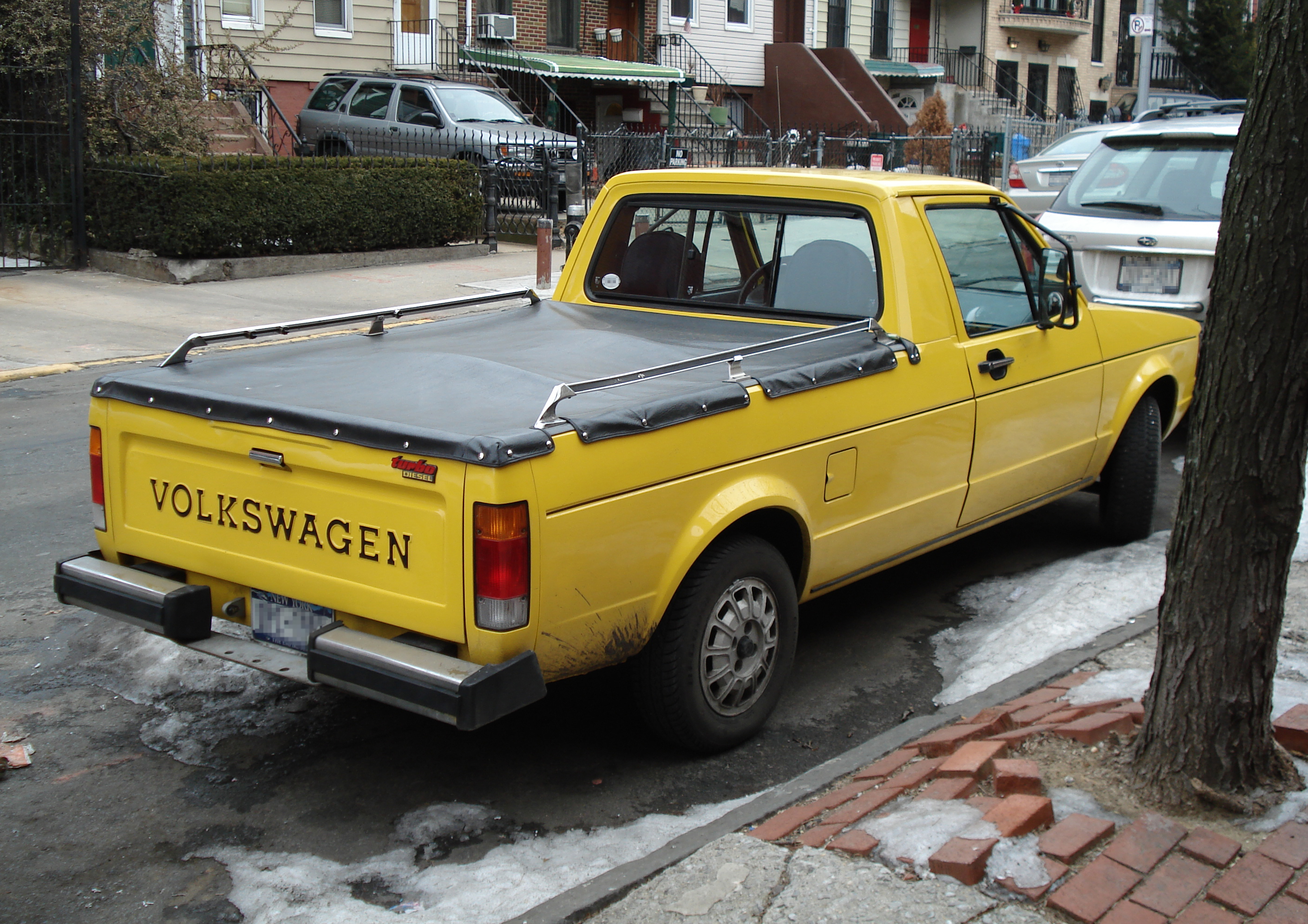
ラビットピックアップ 北米仕様

## 2代目 9KV/9U型（1996年 - 2004年）
VW・ポロ、セアト・インカ、シュコダ・フェリツィアなどをベースにピックアップトラック、フルゴネット型ライトバンとしたもの。
9Uがピックアップトラック、9KVがバンである。

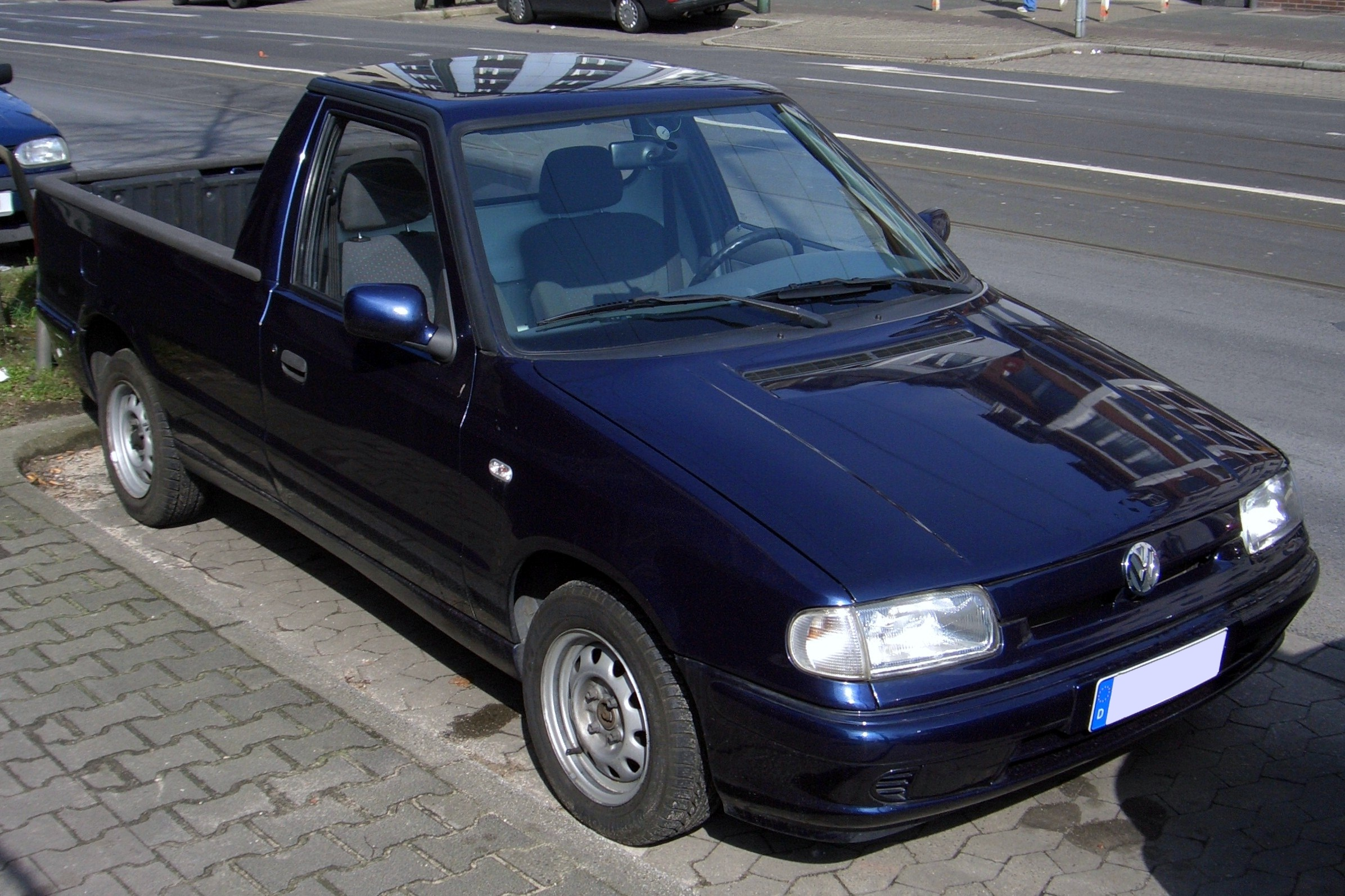
キャディ II ピックアップ (9U)
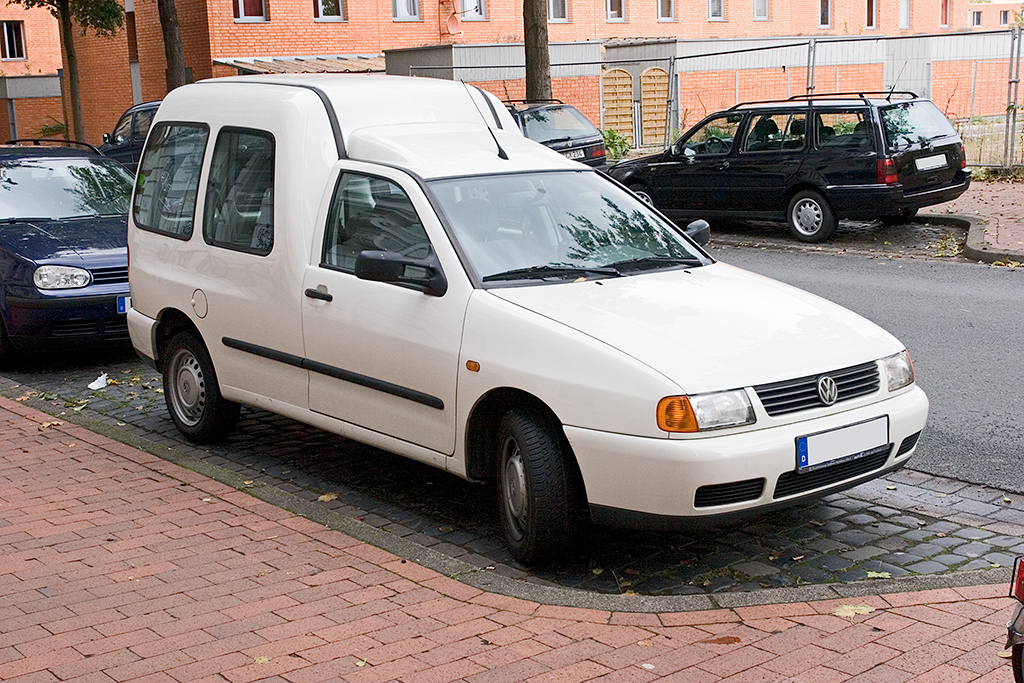
キャディ II (Typ 9KV)

## 3代目 2K/SA型（2005年 - 2020年）
ピックアップトラックとフルゴネットは廃止され、両側のリアドアをスライド式とした5ドアバンとなった。
ホイールベースと全長を延長した「キャディ マキシ」や、乗用車仕様（MPV/LAV）の「キャディ ライフ」/「キャディ マキシライフ」も設定された。
2007年より　東京渋谷区にある輸入車販売会社のルパルナスが、マキシのディーゼルモデルを欧州より並行輸入している。
2010年7月21日、欧州にて大幅改良を実施。フロントマスクをゴルフと共通のデザインイメージに変更したほか、全車に新しいESPが標準装備された。ディーゼルターボエンジン「TDI」やガソリンターボエンジン「TSI」が搭載される。
2015年2月4日、欧州にて再び大幅改良を実施。メーカーは4代目と称しているが、実質的にはフルモデルチェンジではない。フロントマスクが改良されたほか、安全装備が強化された。
2015年9月11日、フランクフルトモーターショーにて「キャディ・オールトラック」を初公開すると発表した。2016年に販売を開始。車体裾とホイールアーチに樹脂製クラッデングパネルが装備される。

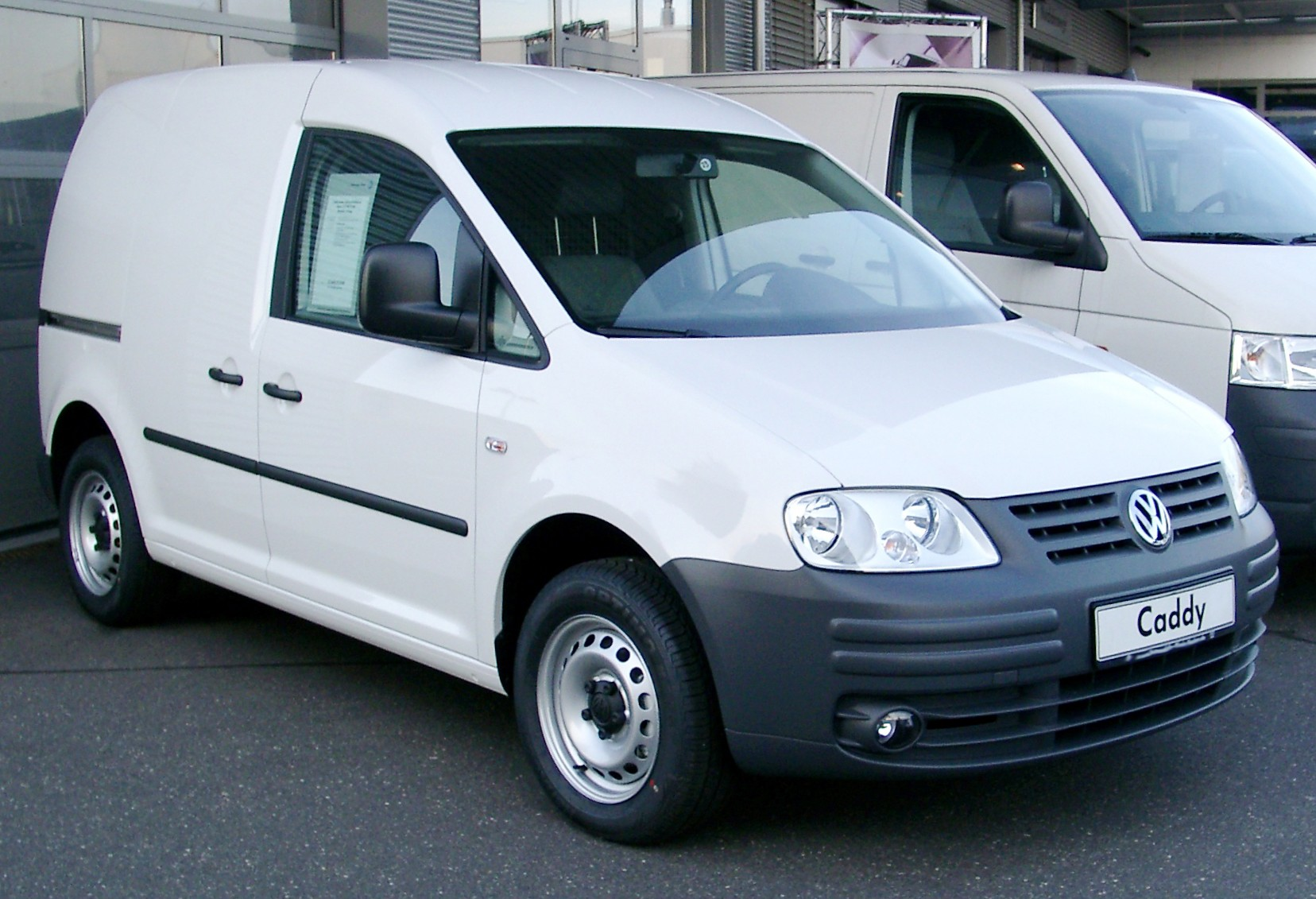
キャディ パネルバン
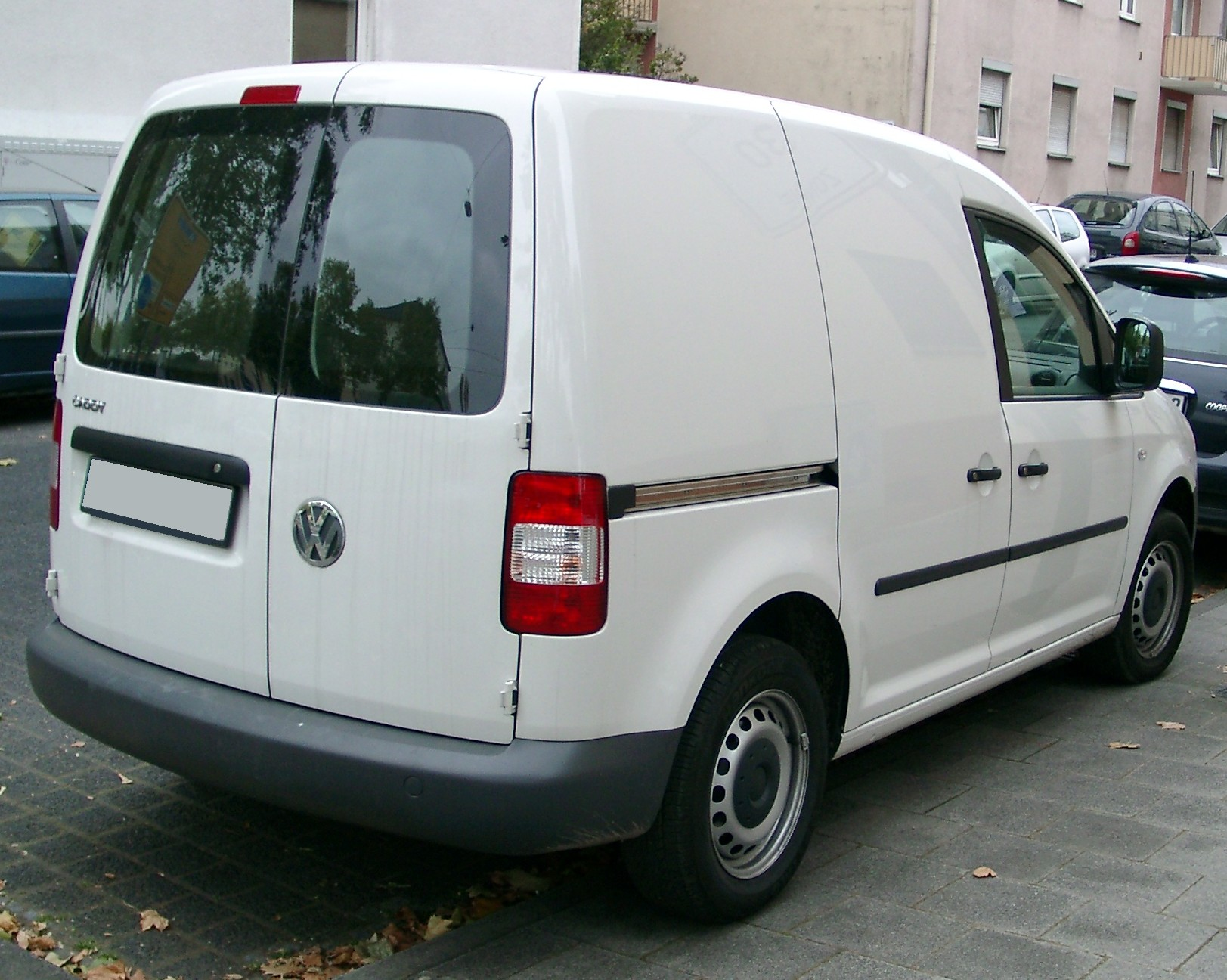
2007年型キャディ パネルバン
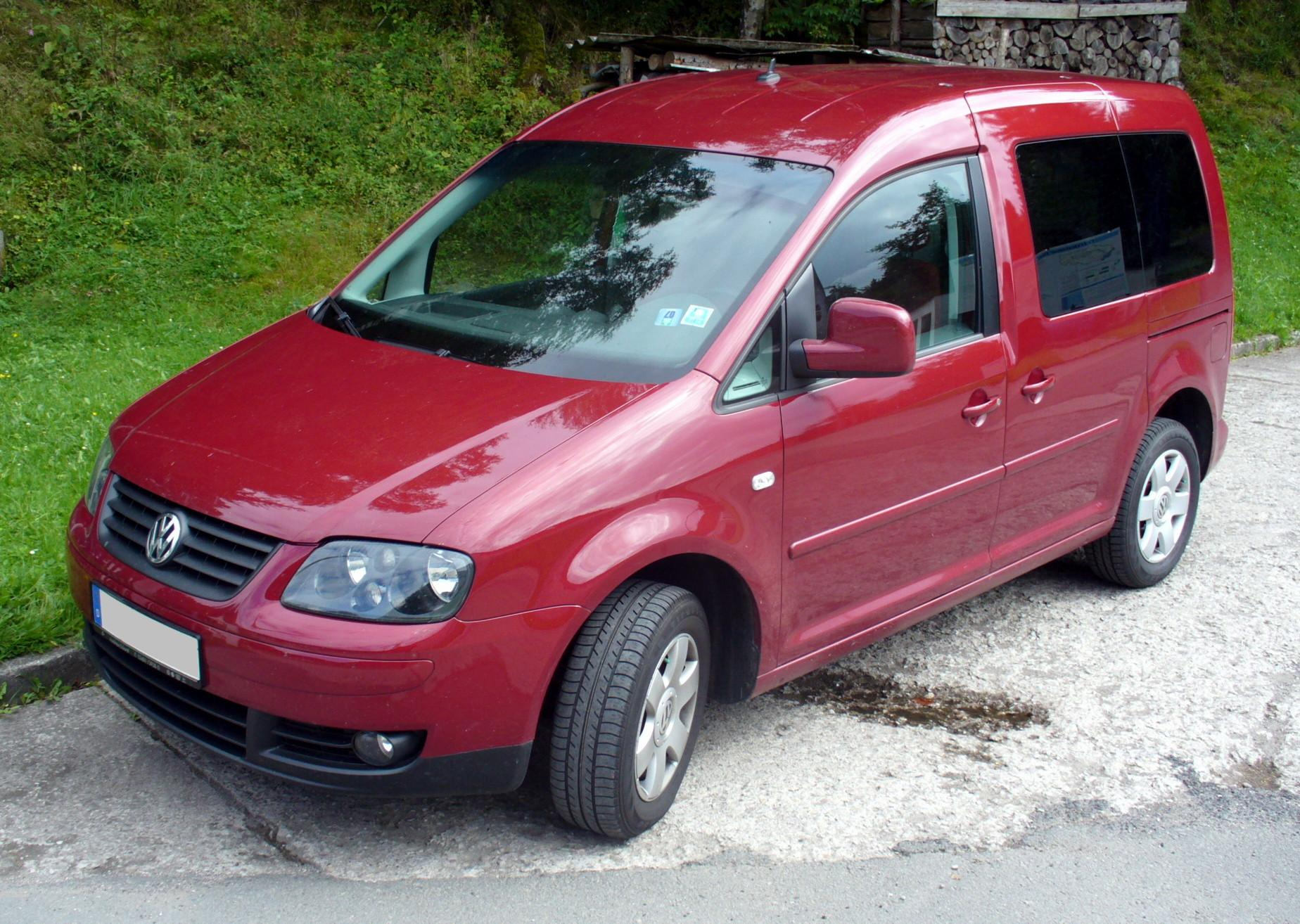
2005年型キャディライフ
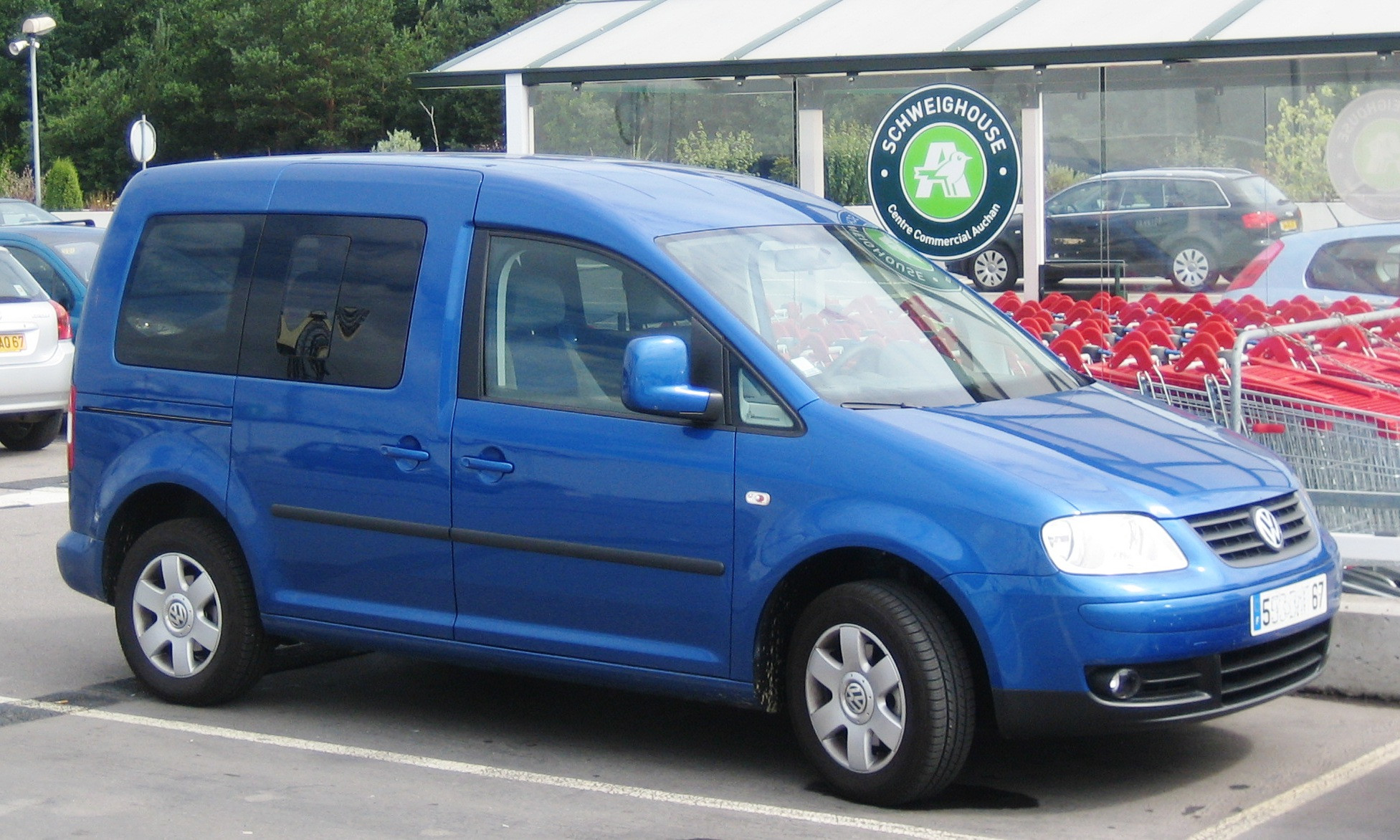
2008型キャディライフ
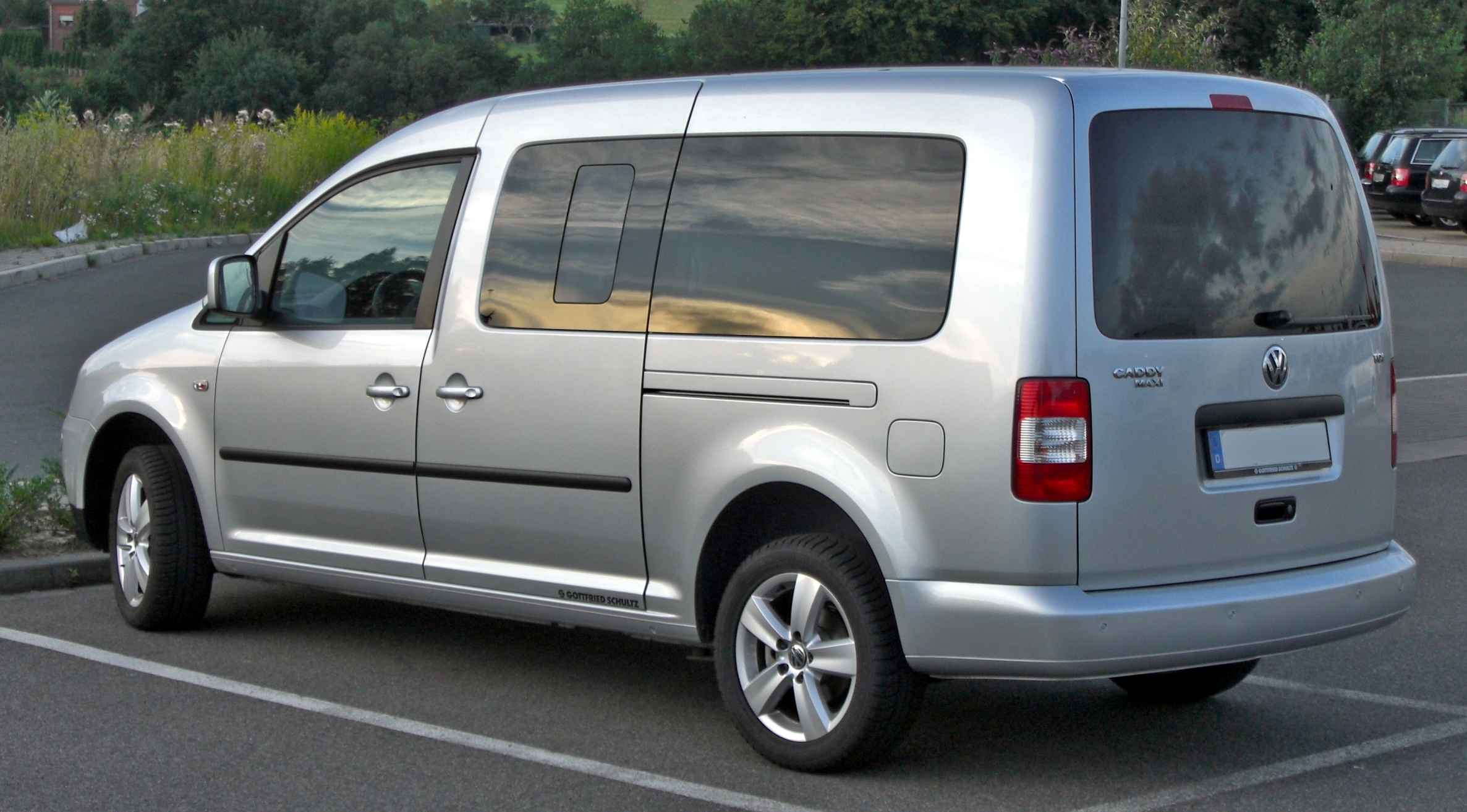
2008年型キャディマキシライフ
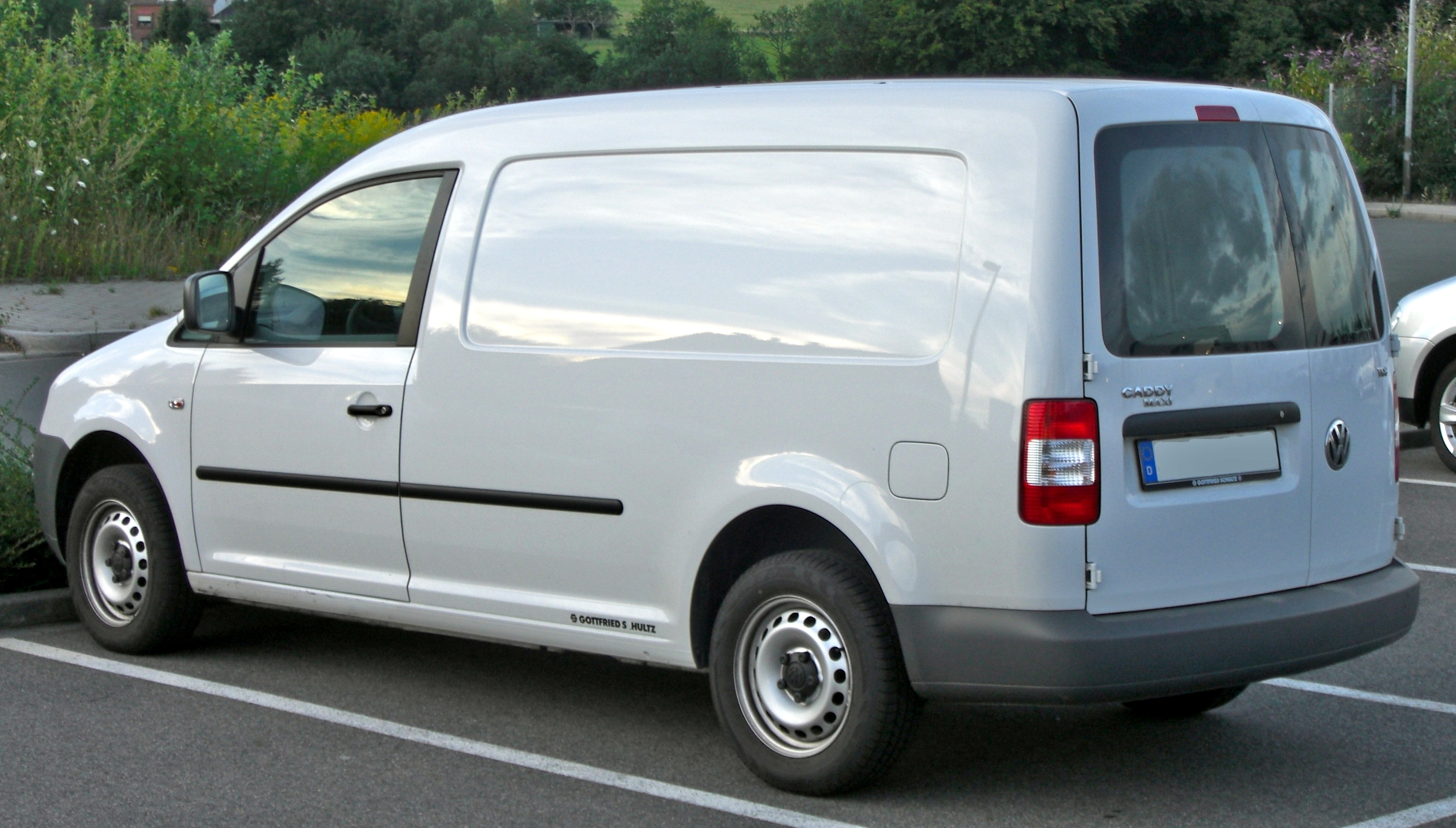
2008年型キャディマキシバン
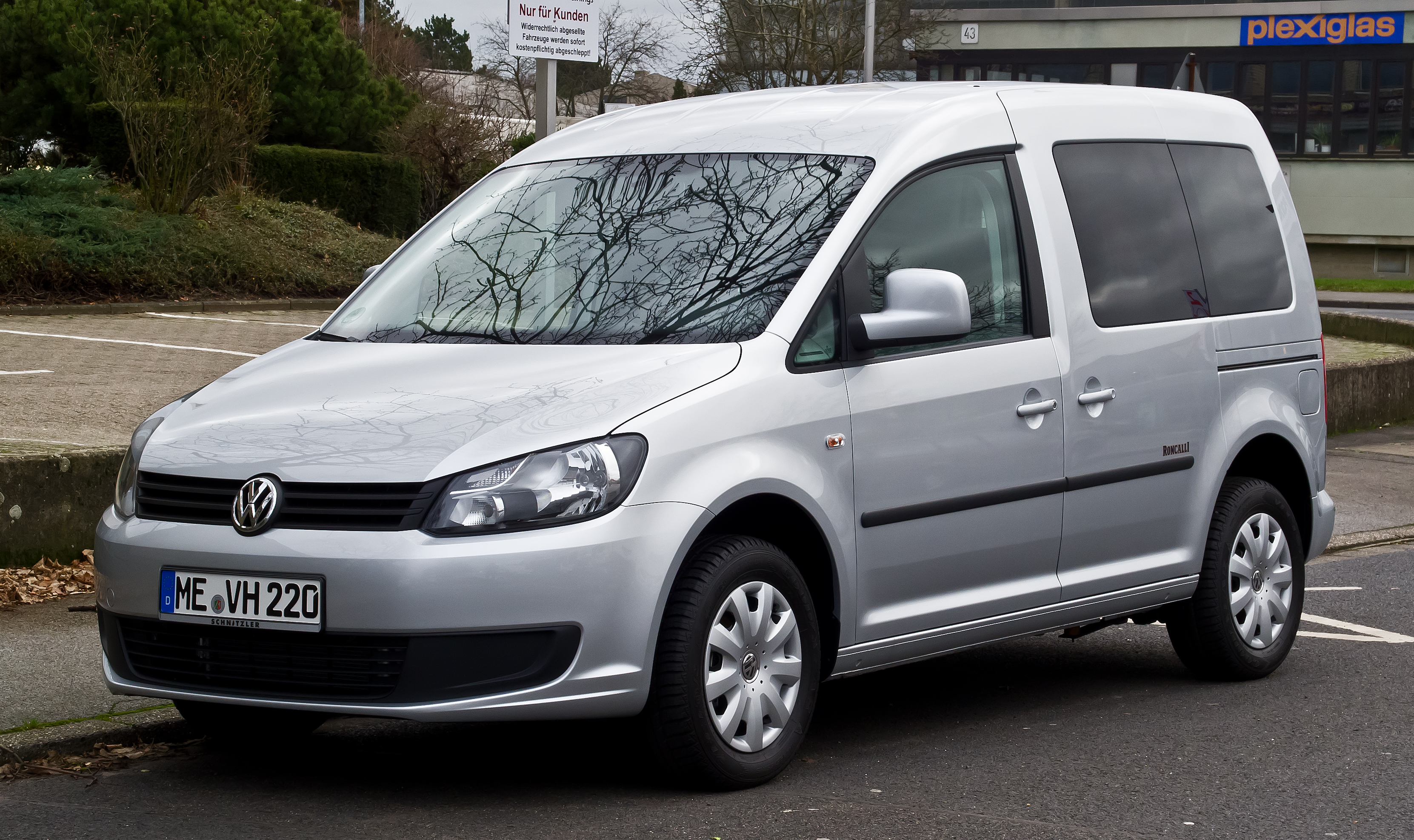
2012年型キャディ
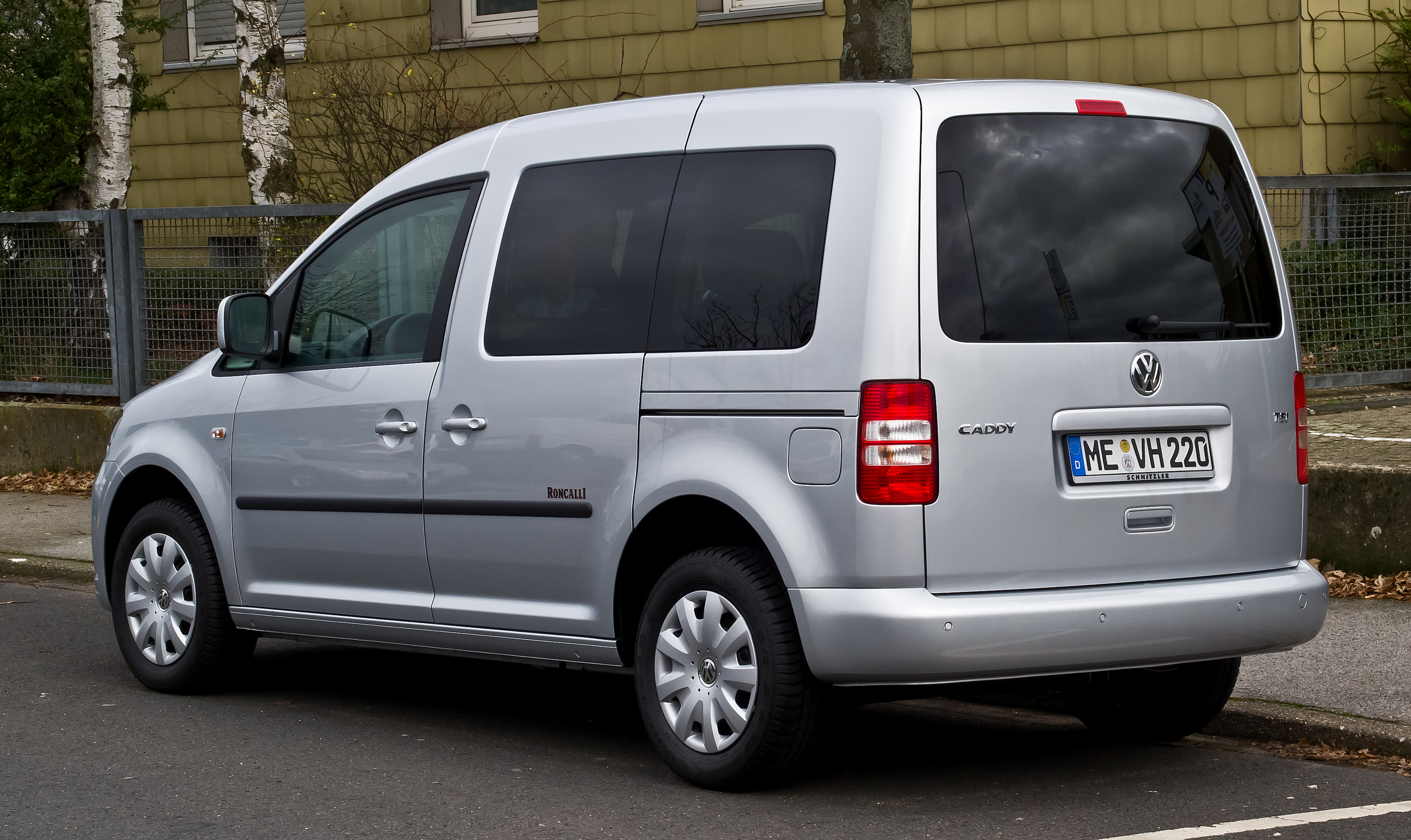
2012年型キャディ
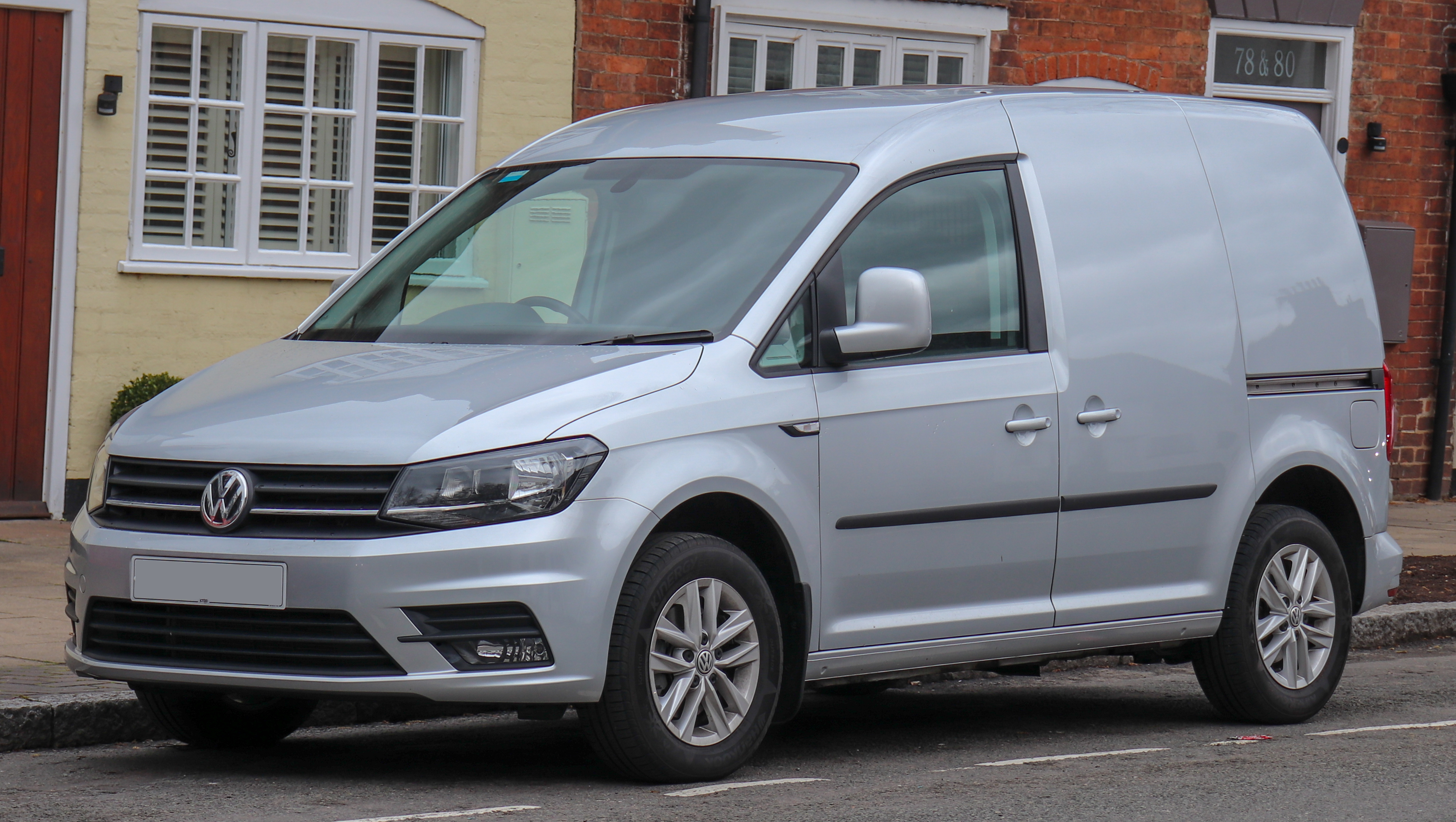
2015年改良型キャディ
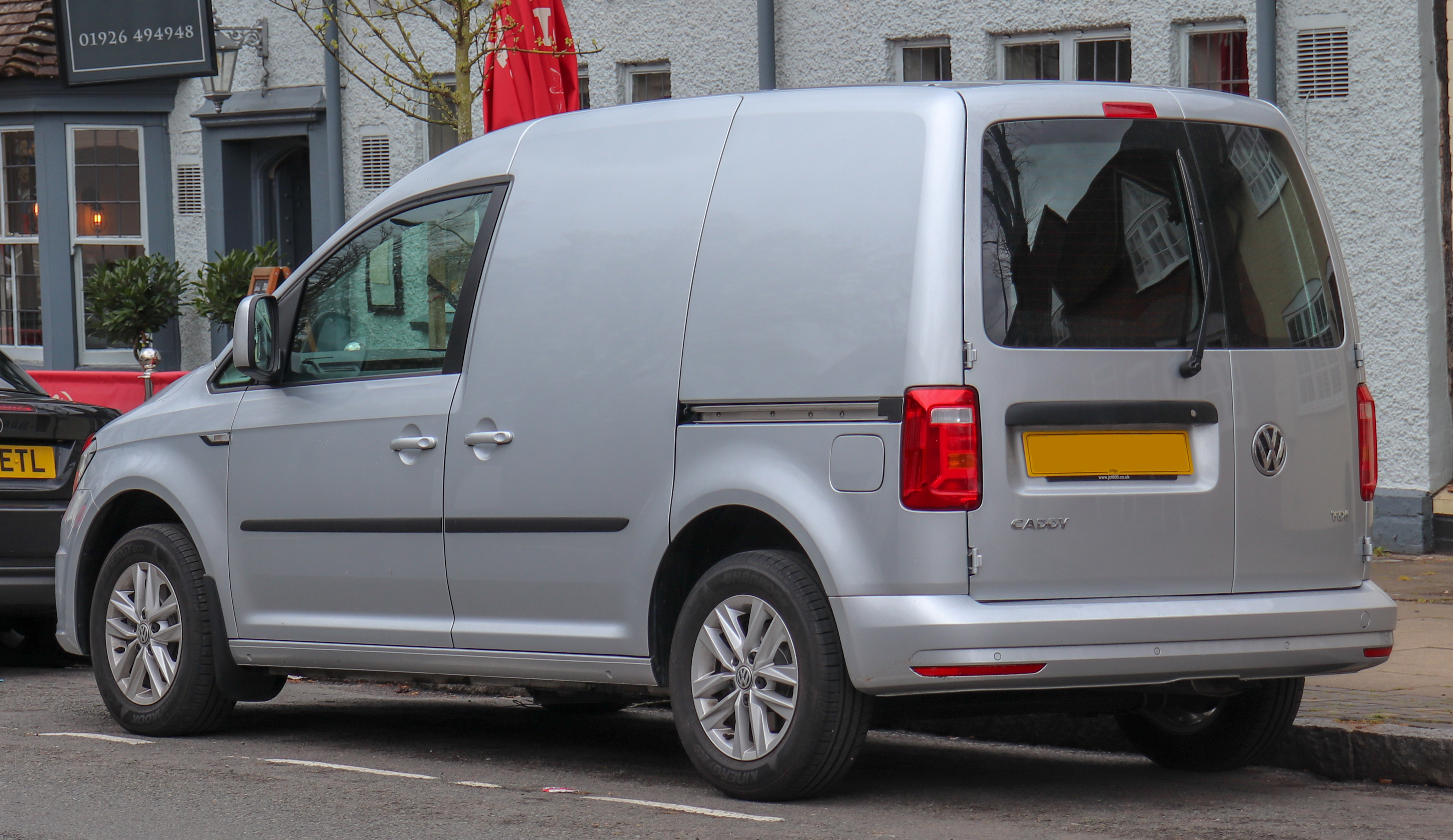
2015年改良型キャディ
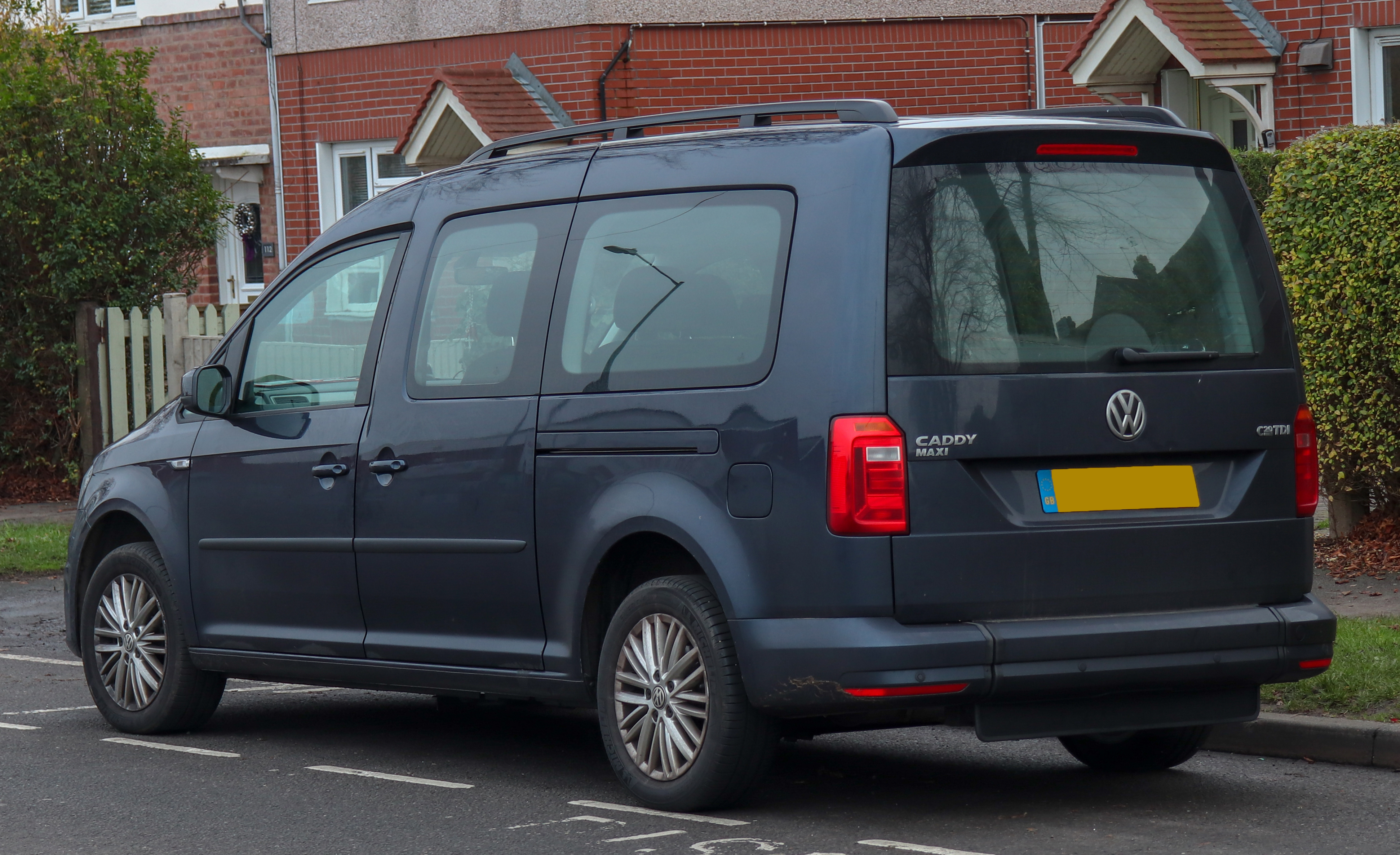
2015年改良型キャディマキシライフ
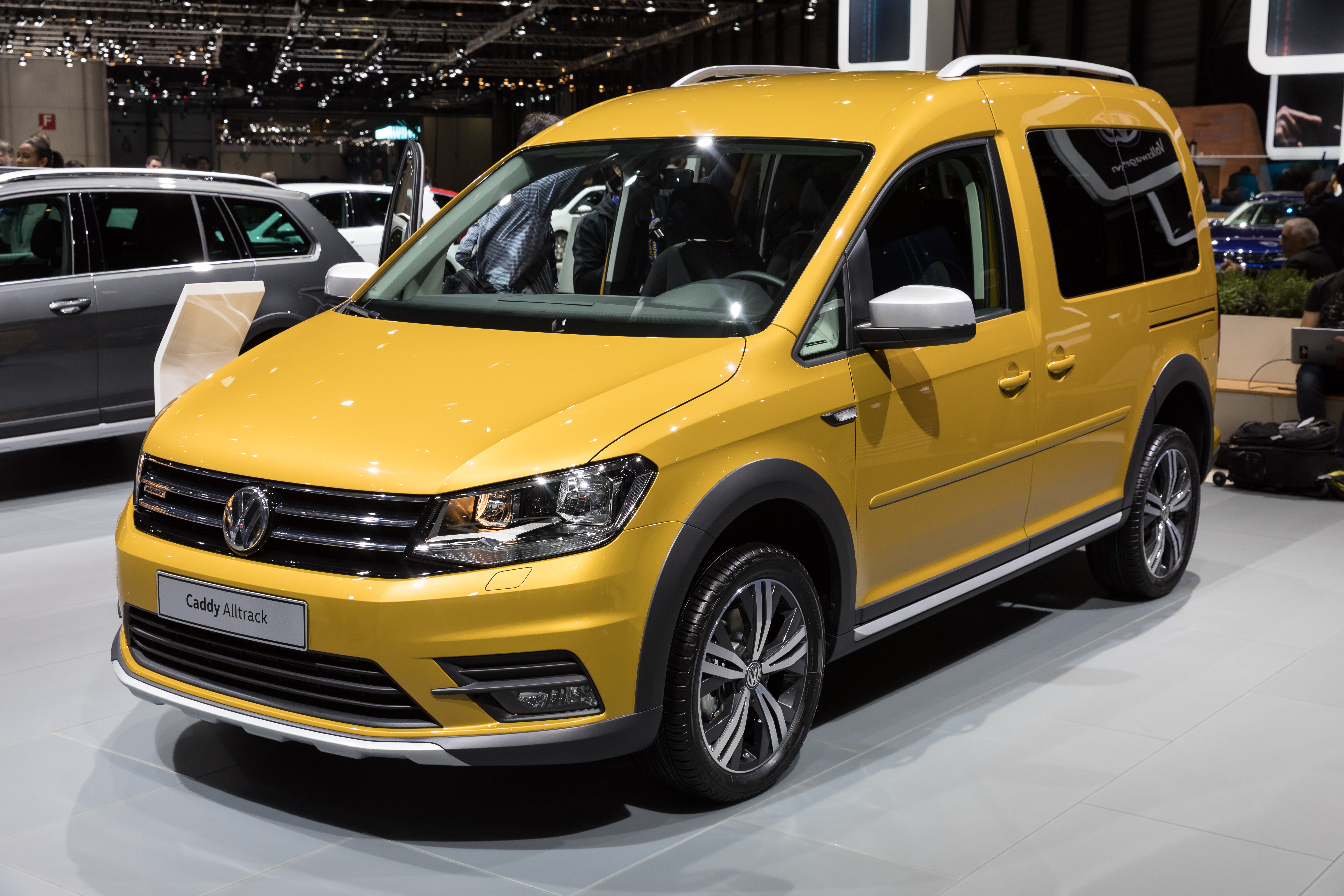
キャディ・オールトラック

## 4代目 SB型（2020年 - ）
2020年3月、ドイツにて4代目となる新型キャディを発表。MQBプラットフォームをベースとし、「キャディ マキシ」と呼ばれるロングボディ版も設定される。
2020年9月2日、純正キャンパー仕様である「キャディ・カリフォルニア」を初公開した。
フォード・モーターとの提携の結果。フォードへのOEM供給が行われ、トランジット コネクトとして販売が行われている。

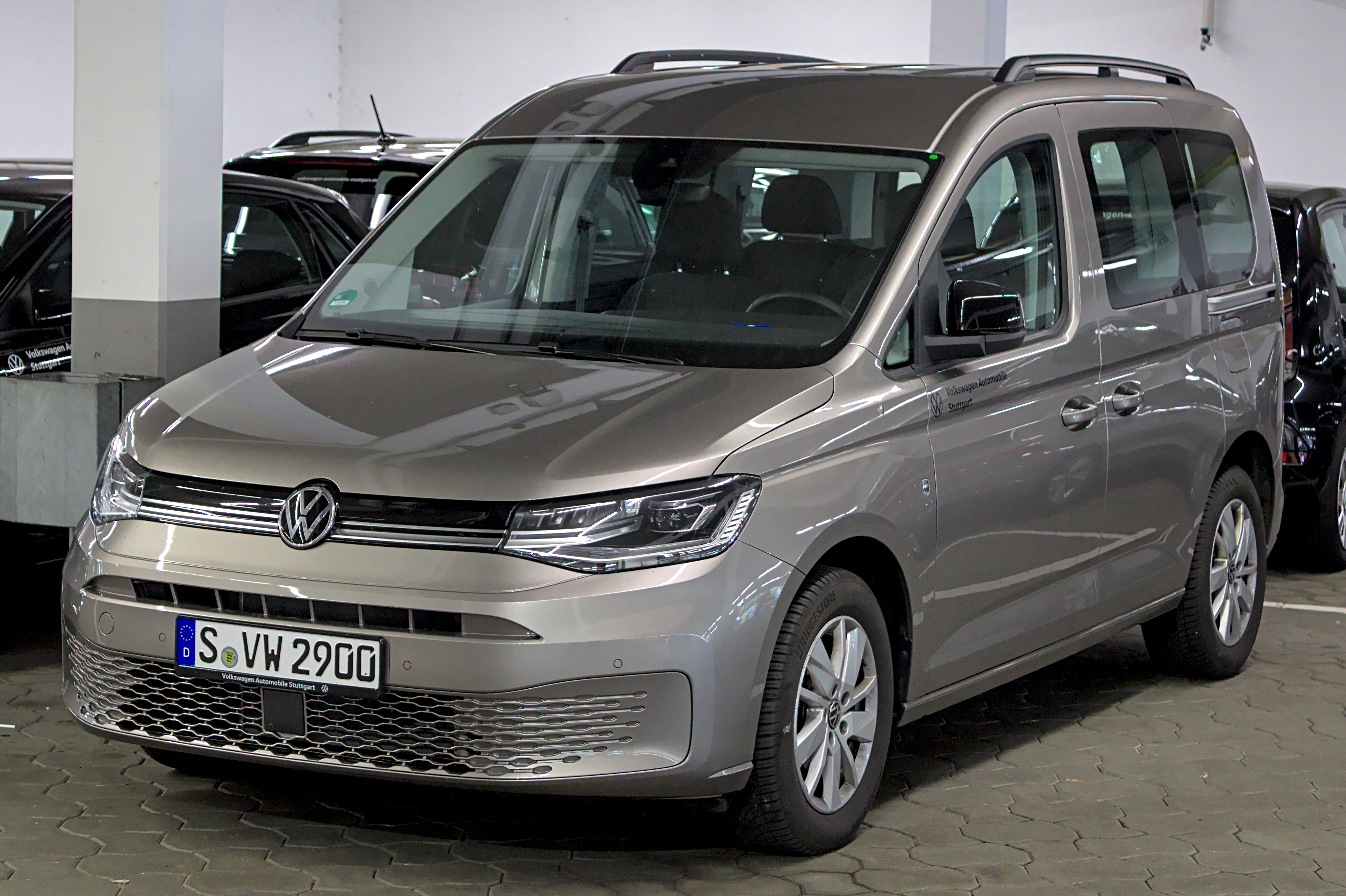
2020年型キャディ
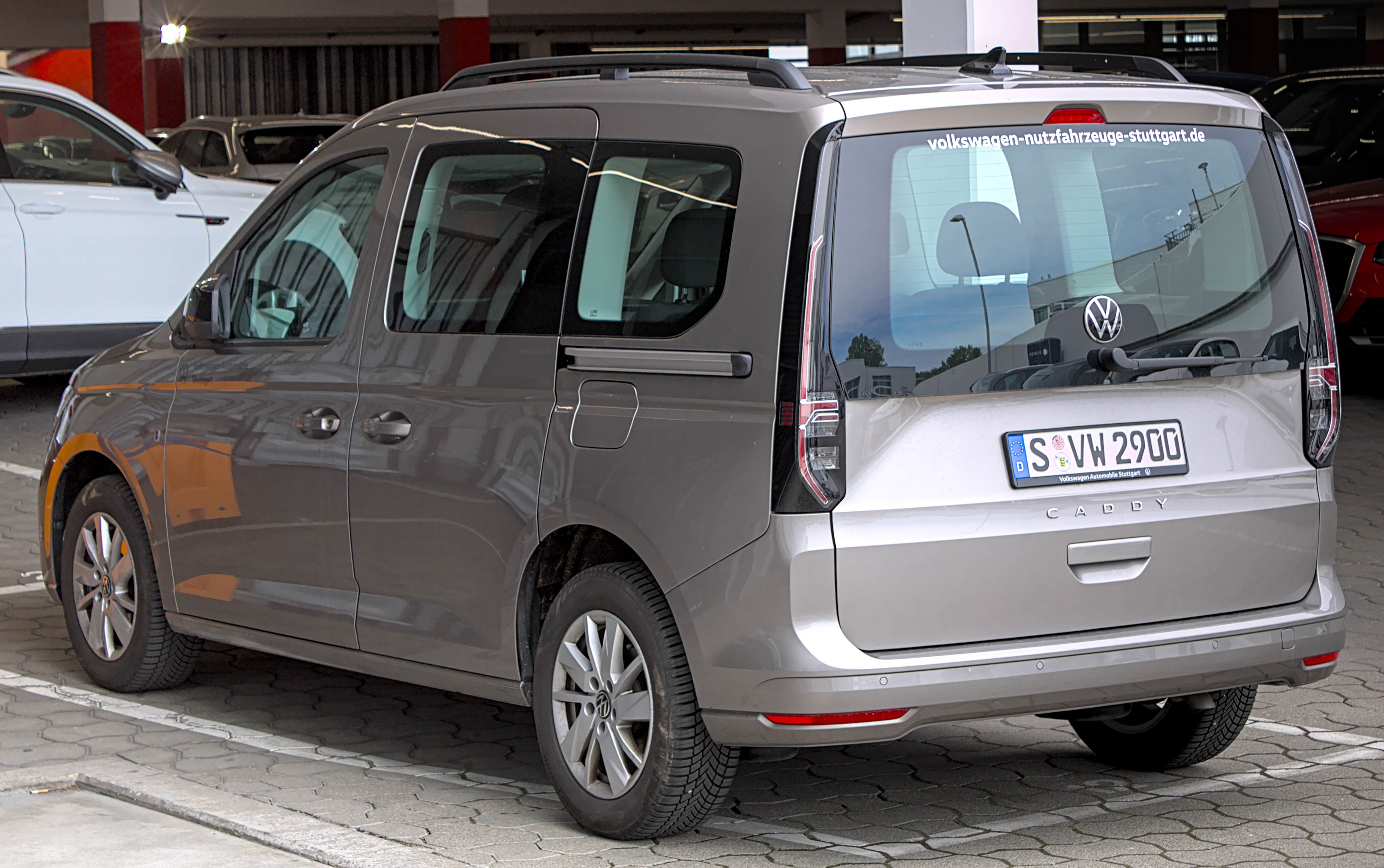
2020年型キャディ